# Partit Humanista de Catalunya
El Partit Humanista de Catalunya és la secció catalana del moviment humanista, fundat a Espanya el 1984.
El seu origen cal cercar-lo en la Comunidad para el Desarrollo Humano, creada pel gurú llatinoamericà Silo. Va participar en les eleccions catalanes del 2006 obtenint 2.608 vots (0,09%). Presentà candidatura a les eleccions del 2010.

## Resultats electorals
| Any  | Vots  | %    | Escons  |
| ---- | ----- | ---- | ------- |
| 1999 | 1.327 | 0,04 | 0 / 135 |
| 2003 | 1.647 | 0,05 | 0 / 135 |
| 2006 | 2.608 | 0,09 | 0 / 135 |
| 2010 | 852   | 0,03 | 0 / 135 |